# 灰背叶紫麻
灰背叶紫麻（学名：Oreocnide tonkinensis var. discolor），为荨麻科紫麻属下的一个变种。

## 扩展阅读
維基物種上的相關：灰背叶紫麻